# تشقابدار (مقاطعة دورود)
تشقابدار (بالفارسية: چقابدار) هي قرية تقع في قسم دورود الريفي (مقاطعة دورود) في إيران. يقدر عدد سكانها بـ 3,403 نسمة .